# Red Lake Falls
Red Lake Falls és una població dels Estats Units a l'estat de Minnesota. Segons el cens del 2000 tenia 1.590 habitants.

## Demografia
Segons el cens del 2000, Red Lake Falls tenia 1.590 habitants, 608 habitatges, i 380 famílies. La densitat de població era de 289,6 habitants per km².
Dels 608 habitatges en un 33,1% hi vivien nens de menys de 18 anys, en un 49,2% hi vivien parelles casades, en un 9,5% dones solteres, i en un 37,5% no eren unitats familiars. En el 32,7% dels habitatges hi vivien persones soles el 16,6% de les quals corresponia a persones de 65 anys o més que vivien soles. El nombre mitjà de persones vivint en cada habitatge era de 2,35 i el nombre mitjà de persones que vivien en cada família era de 3.
Per edats la població es repartia de la següent manera: un 25,4% tenia menys de 18 anys, un 8,2% entre 18 i 24, un 24,5% entre 25 i 44, un 20,4% de 45 a 60 i un 21,5% 65 anys o més.
L'edat mediana era de 39 anys. Per cada 100 dones de 18 o més anys hi havia 87,7 homes.
La renda mediana per habitatge era de 30.536 $ i la renda mediana per família de 41.413 $. Els homes tenien una renda mediana de 29.792 $ mentre que les dones 20.185 $. La renda per capita de la població era de 15.177 $. Entorn del 8,3% de les famílies i l'11,4% de la població estaven per davall del llindar de pobresa.

## Poblacions més properes
El següent diagrama mostra les poblacions més properes.